# Dominique Cabrera
Dominique Cabrera (Relizane, 21 de diciembre de 1957) es una directora de cine francesa. 

## Carrera
El segundo largometraje de ficción de Cabrera Nadia et les hippopotames fue exhibido en la sección Un Certain Regard del Festival de Cannes de 1999. Adicionalmente, su obra se ha exhibido en eventos como el Festival de Cine de Berlín, el Festival de Cine de Toronto, el Festival de Cine de Viena, el Festival de Cine de Locarno, el Festival de Cine de Róterdam y el Festival de Cine de Nueva York, entre otros. Cabrera enseño producción de cine en la Universidad de Harvard en 2010 y 2011.

## Filmografía

### Largometrajes
- Chronique d'une banlieue ordinaire (1992)
- Rester là-bas (1992)
- Une poste à la Courneuve (1994)
- L'autre côté de la mer (1997)
- Demain et encore demain, journal 1995 (1997)
- Nadia et les hippopotames (2000)
- The Milk of Human Kindness (2001)
- Folle embellie (2004)
- Quand la ville mord (2009)

### Cortometrajes
- J'ai droit à la parole (1981)
- À trois pas, trésor caché (1984)
- L'art d'aimer (1985)
- La politique du pire (1987)
- Ici là bas (1988)
- Un balcon au Val Fourré (1990)
- Traverser le jardin (1993)
- Rêves de ville (1993)
- Ranger les photos (2009)